# 이집트 제5왕조
이집트 제5왕조는 이집트 고왕국의 한 시기로, 기원전 2498년부터 기원전 2345년까지 존속하였다.
제4왕조의 스네프루가 후니의 사위의 자격으로 제4왕조를 열었던 것처럼, 우세르카프도 제4왕조의 파라오 멘카우레의 사위이자 제데프레의 손자의 자격으로 새로운 왕조를 개척하였다.

## 역대 파라오
- 우세르카프 (기원전 2498년 ~ 기원전 2491년)
- 사후레 (기원전 2491년 ~ 기원전 2477년)
- 네페리르카레 카카이 (기원전 2477년 ~ 기원전 2467년)
- 솁세스카레 (기원전 2467년 ~ 기원전 2460년)
- 네페레프레 (기원전 2460년 ~ 기원전 2458년)
- 니우세르레 (기원전 2458년 ~ 기원전 2422년)
- 멘카우호르 (기원전 2422년 ~ 기원전 2414년)
- 제드카레 (기원전 2414년 ~ 기원전 2375년)
- 우나스 (기원전 2375년 ~ 기원전 2345년)